# 森巌寺 (世田谷区)
森巌寺（しんがんじ）は、東京都世田谷区代沢にある寺院。浄土宗に属し、1608年（慶長13年）に結城秀康の位牌所として建立された。江戸時代には灸と針供養、そして富士講で名高い寺として知られ、多くの参詣者で賑わったと伝わる。毎年2月8日に行われる「森巌寺の針供養」は、世田谷区指定無形民俗文化財（風俗慣習）に指定されているほか、この寺院の界隈は「淡島の灸の森巌寺」として1984年（昭和59年）に「せたがや百景」に選定されている。2006年（平成18年）には、境内にあった富士塚の発掘調査が実施された。

## 歴史
この寺院は、結城秀康の位牌所として1608年（慶長13年）に建立された。1607年（慶長12年）、死期の迫った秀康はかねてより帰依していた越前国一乗寺の万世和尚に黄金を贈り、江戸に寺を建立するように遺言した。万世和尚は年老いていてその任を果たせそうになかったため、弟子の孫公和尚（明暦元年7月11日寂）に秀康の遺言を託した。孫公和尚は各地を巡って北沢村に適地を見つけ寺院を建立し、秀康の法名「浄光院殿森巌道慰運正大居士」にちなんで「浄光院森巌寺」と名づけた。
森巌寺は浄土宗に属し、京都知恩院の末寺である。明治時代の神仏分離の時期まで、寺の東隣にある北澤八幡神社の別当寺を務めたことから山号を「八幡山」といい、正式の名称は「八幡山 浄光院 森巌寺」という。本尊は阿弥陀如来で、脇侍の観音菩薩、勢至菩薩とともに祀られている。
森巌寺の本堂は、江戸時代に2回の火災に遭って焼失したことが『新編武蔵風土記稿』巻之五十二、荏原郡之十四、下北沢村の条や、村尾正靖が文化4年（1807年）から天保12年（1841年）の紀行文をまとめた『江戸近郊道しるべ』などに記述されている。秀康の位牌は、本尊阿弥陀如来の元にある厨子内に安置されている。徳川家の位牌所であるため、建造物などに徳川家ゆかりの三つ葉葵の紋所を見ることができる。昭和の初期まで、秀康と関係の深い松平家の子孫が年1度森巌寺を訪問した際に、三つ葉葵の紋が入った漆器でもてなすことが恒例になっていたという。
江戸時代の森巌寺は、灸と針供養、そして富士講で名高い寺として知られ、多くの参詣者で賑わったという。灸は「淡島明神の灸」として知られ、『江戸名所図会』は次のような由来を伝えている。森巌寺の開山孫公和尚は紀州名草郡加太の人で、常日頃腰痛に苦しんでいた。和尚は淡島明神に熱心に祈願を続けたところ、ある夜の夢に淡島明神が現れて灸の秘法を伝授した。和尚は淡島明神の夢告に従って灸を試し、積年の腰痛はたちどころに完治した。和尚はこの霊験に深く感謝し、加太から淡島明神をこの地に勧請して淡島堂を建立した。和尚はさらに森巌寺の僧侶たちにも灸の秘法を伝授し、その効能の確かさは世間の評判を呼んで毎月3・8の灸治の日には遠くから訪れる人も多かった。その名残で森巌寺の山門には、「粟嶋の灸」という看板が今でも掲げられている。
針供養は、毎年2月8日に淡島堂で執り行われる。その始まりは定かではないというが、江戸時代末期には狂歌の題材になっていることから、当時は既に近郊で名高い行事だったことが推定されている。針供養の当日は淡島堂内で法要が行われ、人々は用意された豆腐に古針を刺して供養する。この行事は、1999年（平成11年）11月24日に世田谷区指定無形民俗文化財（風俗慣習）に指定された。なお淡島堂の前には、針塚が現存している。
森巌寺境内には、かつて富士塚が存在していた。この富士塚は江戸時代に盛んだった富士講のために1821年（文政4年）に造成されたもので、標高はおよそ40メートルあった。この富士塚は、森巌寺の墓地整備計画によって2006年（平成16年）に切り崩された。切り崩される直前の富士塚については、山本暉久（昭和女子大学大学院教授）を会長とする森巌寺富士塚調査会と世田谷区教育委員会が詳細な調査を行っている（後述）。

## 境内と文化財
1877年（明治10年）の『浄土宗明細簿』という資料によれば、檀家は60戸、境内は5反8畝18歩とあり、当時は本堂、庫裏、施灸堂（淡島堂）、虚空蔵堂、不動堂などを擁していた。2013年現在の時点では、境内には本堂の他に淡島堂や不動堂・閻魔堂、弁財天、墓地と開山堂、そして淡島幼稚園などがある。本堂は1964年（昭和39年）に建立されたもので、本尊の阿弥陀三尊像とともに秀康の位牌（厨子に納められている）を安置している。『新編武蔵風土記稿』は本尊の阿弥陀如来像を「春日ノ作」と記述し、二菩薩像については「宇治平等院造作ノ彫物ナリ」としている。
淡島堂は1836年（天保7年）再興時の姿を残す森巌寺最古の建物で、灸と針供養で名高い。淡島堂は一見すると仏堂のように見えるが、拝殿・幣殿・本殿で形成する神社の形式で成り立っていて、正式名は「北沢淡島明神社」という。不動堂・閻魔堂は、堂の向かって左に閻魔大王、右に不動明王を祀っていて毎週日曜に護摩祈祷を執り行っている。弁財天は8本の手を持つ「一面八臂」の姿であり、頭上には体は蛇、頭部は老人の「宇賀神」像を乗せている。この弁財天の姿については、農業神・穀物神として民間で信仰されていた宇賀神と弁財天が習合した形態と推定されている。
本堂の裏手には、墓地と開山堂がある。もともと森巌寺は徳川家にゆかりの深い寺院だったため、境内に正式な墓地は存在していなかった。時の経過とともに増えてきた飛び墓地や家墓などあちこちに散在していた墓地を、以前の住職が本堂の裏に一度移転して整備したのが森巌寺墓地の始まりであった。この場所は盛り土をした富士塚があるなど傾斜した土地で、道路の整備なども不十分だったことから、森巌寺開創400年記念事業として2003年（平成15年）に境内の整備計画に着手して富士塚を切り崩すなどのさまざまな整備を実施し、2007年（平成19年）に基本の工事が完了した。新しい墓地は、バリアフリー設計に配慮したものとなっている。開山堂は墓地整備計画に伴って切り崩された富士塚の跡地の一部を利用して建立され、2008年（平成20年）秋に落成したものである。
淡島幼稚園は1952年（昭和27年）に開園した。幼稚園の名称は、森巌寺付近が淡島明神と淡島の灸で有名だったため「淡島」と呼ばれていたことに由来する。幼稚園の前身となったのは、1925年（大正14年）に開校された「森巌寺葵日曜学校」であった。この学校は昭和期に入っても継続していたが、太平洋戦争の時期は一時閉鎖を余儀なくされていた。終戦後に当時の住職は改めて幼児教育の必要性を重視して幼稚園設立に動き、1952年（昭和27年）5月に淡島幼稚園を開園した。
境内には1対のイチョウの大木が生育している。このイチョウは森巌寺開山当時からのものといわれ、樹齢は400年あるいは600年以上と推定されている。1988年（昭和63年）に発行された『世田谷名木百選』ではこのうちの1本について「世田谷で一番幹廻りの太い木である」と記述した。当時の樹高は20メートル、幹廻りは6.25メートル、枝張りは16メートルを測っていた。なお、森巌寺の界隈は、世田谷区民による投票によって「淡島の灸の森巌寺」として1984年（昭和59年）に「せたがや百景」に選定された 。

## 森巌寺富士塚調査

### 調査開始まで
2004年（平成16年）6月中旬、森巌寺から世田谷区役所北沢総合支所に、墓地整備計画についての事前相談があった。同年7月5日に森巌寺と世田谷教育委員会は富士塚の取り扱いについて最初の協議を行った。世田谷区側は富士塚の保存を要望したが、森巌寺は保存困難と回答した。世田谷区は引き続いて8月にも富士塚の保存要望書を提出したが、森巌寺の回答は変わらなかった。2005年（平成17年）4月、森巌寺は墓石等移動通知のチラシを檀家に配布した。5月9日世田谷区教育委員会と森巌寺は協議を行った。世田谷区側は現状保存が不可能な場合、富士塚が世田谷区遺跡番号202の埋蔵文化財包蔵地であることが判明していることから、森巌寺に記録保存のための調査に協力するように依頼した。
富士塚の保存については、一般の都民からも文化庁文化財部記念物課に問い合わせがあったため、世田谷区は東京都教育委員会経由で森巌寺との協議の経緯について資料を提出した。この件について東京都は、保存が不可能な場合は事前発掘調査の協力を得る必要があるとの意見を添付した。5月11日には、地元の住民から富士塚保存の陳情が世田谷区議会事務局に提出されたが、5月30日に継続審議扱いとなった。
6月から7月にかけて、森巌寺と世田谷区教育委員会、東京都教育委員会、文化庁文化財部記念物課の間で経緯の報告や協議を繰り返した。その結果、7月25日に文化庁文化財部記念物課から改めて事前発掘調査について協議を行うように指導があった。森巌寺と世田谷区教育委員会は指導に従って協議を行い、墓地整備計画が認可されて墓石の移動が終わった時点で発掘調査を実施することで合意した。墓地整備計画は、2006年（平成18年）3月に認可された。森巌寺は、3月10日に埋蔵文化財発掘届を提出した。森巌寺、世田谷区教育委員会、そして森巌寺富士塚調査会は3月14日に発掘調査協定書、3月17日に調査委託契約書を締結した。

### 調査の手順
富士塚の発掘調査は、1.現存状況の記録　2.富士塚として使用されていた当時の構築物等の確認 3.塚内部の施設有無と構築方法の解明の3点を主な目的として行われた。
1の現存状況の記録については、航空測量図を作成して写真による記録を行った。2の富士塚として使用されていた当時の構築物等の確認は、草木や腐植土などを除去した上で調査を実施したが、クロボクと呼ばれる溶岩や富士山登拝碑、道標や祠など富士塚に由来すると思われるものは見つかず、参道らしき踏み固められた斜面が2か所確認できたのみであった。3の塚内部の施設有無と構築方法の解明については、調査の最後に富士塚を断ち割って断面の観察を行ったが内部の施設の確認はできなかった。
富士塚の調査は3月18日に開始され、4月21日に終了した。調査終了後の4月22日から9月30日までは、宇奈根考古資料室において発掘調査報告書作成に向けた整理作業を実施している。

### 富士塚の構造及び遺構と遺物
森巌寺富士塚は、南側を流れる北沢川と西側に流れる北沢川支流に挟まれた台地上に立地している。富士塚の測量図によると、最高地点の標高は40.810メートルを測り、標高約30メートルの関東ローム層で形成された地山の上に存在した標高約37メートルの築山の上にさらに盛り土をして造られていた。富士塚には防空壕と推定される横穴2基と山頂部東西にそれぞれ1基、富士塚東側下段に1基の土坑の存在が確認された。
防空壕2基については、富士塚を自然地形と誤認して掘削したものと推定された。そのうち南側斜面の1基は天井部が崩落した状態で露出し、そのため富士塚自体もかなり上の方から崩落が見られた。山頂部の土坑については富士信仰に関連する遺物などは一切見つからず、特に西側土坑については根の朽ち木が確認されたため、かつて富士塚頂上付近に生育していたマツの木の伐採痕の可能性が高いとされた。山頂部の土坑2基は短期間で埋め戻されたと見られ、特に西側の土坑からはガラス製品やプラスチック製品、ガスのバルブなど近年の遺物が多く出土したことからゴミの廃棄穴として人為的に埋め戻された可能性が指摘された。
その他出土した遺物については、陶磁器類（皿、壺、椀、鉢、徳利等）や土器（焙烙）がある。森巌寺富士塚の発掘調査記録報告書の14頁から17頁にかけて、出土した陶磁器や土器類の一覧（合計15点）と写真が掲載されている。これらの陶磁器類や土器は近世末から近代初頭に作られたもので、富士塚改修時の盛り土から主に出土しているため、富士信仰に縁の深い遺物と推定される。一方でクロボクの出土はわずかに3点のみで、富士塚の大きさに比べるときわめて少なく、最大のもので重量が119.15グラム、最少のものに至っては13.44グラムにすぎなかった。
森巌寺富士塚については、渋谷区教育委員会が『世田谷下北沢森巌寺境内築山修築につき一札』という古文書を蔵している。この古文書は、1821年（文政4年）に三軒茶屋山吉講の新兵衛という人物が願主となって淡島森巌寺境内に造った富士塚についてのものである。その内容は、もともと森巌寺にあった「鍋島山」と呼ばれる築山に盛り土して造成した富士塚の手入れを山吉講中から下北沢村名主半蔵に頼むというものである。古文書の内容と発掘調査に伴う土層観察データには一致が見られ、富士塚の造成過程が明らかになった。

## 交通アクセス
所在地
東京都世田谷区代沢3丁目27番1号
交通
京王井の頭線・小田急線下北沢駅から徒歩約10分。